# ماركوس هيدن
ماركوس هيدن (بالألمانية: Markus Hiden)‏ هو لاعب كرة قدم ومدرب كرة قدم نمساوي في مركز الدفاع، ولد في 4 فبراير 1978 في Voitsberg ‏ في النمسا. شارك مع منتخب النمسا لكرة القدم. أما مع النوادي، فقد لعب مع أيل ليماسول ورابيد فيينا وشتورم غراتس وغراتزر أي كاي ونادي رييد.

## وصلات خارجية
- ماركوس هيدن على موقع قاعدة بيانات كرة القدم.إي يو (الإنجليزية)
- ماركوس هيدن على موقع بيانات كرة القدم. دي إي (الألمانية)
- ماركوس هيدن على موقع ناشيونال فوتبول تيمز (الإنجليزية)